# ۴۵ (فیلم)
۴۵ فیلمی است که در سال ۲۰۰۹ منتشر شد.